# Italijanske vojne za neodvisnost
Italijanske vojne za neodvisnost je skupno ime za revolucionarna gibanja in oborožene spopade, ki so se v okviru pomladi narodov leta 1848 odvijali na severnih ozemljih Apeninskega polotoka in ki so privedli do zedinjenja Italije leta 1861.

## Prvi nemiri
Prvi odziv na vseevropsko dogajanje je bila tako imenovana sicilska revolucija januarja 1848, ki so jo organizirali in vodili sicilski plemiči proti vladi Bourbonov. Dosegli so, da je Ferdinand II. Dveh Sicilij izdal ustavo in njegovemu zgledu so v kratkem sledili Leopold II. Toskanski (17. februarja), Karel Albert I. Sardinski (4. marca) ter papež Pij IX. (14. marca).
Medtem je v Franciji izbruhnila tretja francoska revolucija proti cesarju, v Milanu petero Milanskih dni in v Benetkah Republika svetega Marka, oba naperjena proti Avstriji. Sardinski kralj, hoteč preprečiti podobne nemire v svoji državi, pa tudi z namenom širitve svojih ozemelj, je napovedal vojno Avstrijskemu cesarstvu. To je bil začetek italijanskih vojn za neodvisnost.

## Prva vojna za neodvisnost
Prva vojna za neodvisnost Italije je trajala od 23. marca 1848 do 24. marca 1849. Glavna udeleženca sta bila Avstrijsko cesarstvo in Kraljevina Sardinija, na čigar stran so pristopile Benetke, Milano, Toskanska nadvojvodina, Modenska vojvodina, Parmska vojvodina in prostovoljci iz raznih krajev; sodelovanje sta obljubili tudi Papeška država in Kraljevina Dveh Sicilij, ki sta se pa umaknili pred začetkom spopadov. Bitke so potekale v Lombardsko-beneškem kraljestvu in na ozemlju Kraljevine Sardinije. Zmagala je Avstrija, meddržavne meje se niso spremenile, Lombardsko-beneško kraljestvo je ostalo pod Avstrijo.

## Druga vojna za neodvisnost
Druga vojna za neodvisnost Italije je trajala od 27. aprila 1859 do 12. julija 1859. Glavni udeleženci so bili Avstrijsko cesarstvo, Kraljevina Sardinija in Francija. Bitke so potekale v Lombardsko-beneškem kraljestvu in na ozemlju v Kraljevine Sardinije. Zmagali sta Francija in Sardinija, ki je pridobila velik del ozemlja Lombardije.

## Tretja vojna za neodvisnost
Tretja vojna za neodvisnost Italije se obravnava kot del Avstrijsko-pruske vojne in je trajala od 20. junija 1866 do 12. avgusta 1866. Glavna udeleženca sta bila Avstrijsko cesarstvo in Kraljevina Italija. Bitke so potekale v današnji severni Italiji in na Jadranskem morju. Zmagala je kraljevina Italija, ki je na koncu pridobila še Benečijo.